# Vincenzo Grillo
Vincenzo Grillo (* 20. Oktober 1973 in Genua) ist ein italienischer Physiker.

## Leben
Grillo studierte an der Universität Genua Physik. Er wurde im Fachbereich Elektronenmikroskopie an der Universität Parma promoviert und arbeitete dabei mit der Universität Erlangen  zusammen. Im Jahr 2001 war er Gastwissenschaftler am Tokyo Institute of Technology und arbeitete an Kathodolumineszenz im Transmissionselektronenmikroskop (TEM). Seit 2003 arbeitet er im INFM (jetzt von CNR übernommen), Stand 2023 als Research Director und Leiter der Gruppe für Elektronenmikroskopie.
Er hat eine innovative TEM-STEM-Methodik entwickelt und die erste quantitative Anwendung von STEM mit einem HAADF-Detektor für chemische Analysen veröffentlicht. Er arbeitet an Vortexstrahlen und der Erzeugung holographischer Strahlen. Grillo und seine Gruppe gehören zu den weltweit führenden Gruppen in diesem Bereich für ihre Arbeit an Phasenhologrammen, großen Vortexstrahlen und der Theorie der Spin-Orbit-Kopplung mit Vortex. Im Jahr 2015 war er Gastforscher an der University of Oregon.
Für seine Arbeiten zur Strahlformung erhielt er 2016 den BESSEL-Forschungspreis der Humboldt-Stiftung. Seit 2017 ist er wissenschaftlicher Koordinator des Projekts Q-SORT, das aus dem Forschungs- und Innovationsprogramm der Europäischen Union Horizon 2020 finanziert wird. 2023 erhielt er den Ernst-Ruska-Preis der Deutschen Gesellschaft für Elektronenmikroskopie für seine Pionierleistungen bei der Erweiterung der Grenzen in der Quantenelektronenoptik.